# III. třída okresu Ústí nad Orlicí 2014/2015
III. třída okresu Ústí nad Orlicí 2014/2015 byl 22. ročník III. třídy okresu Ústí nad Orlicí, jedné ze skupin 9. nejvyšší fotbalové soutěže. Jednalo se o velmi specifický ročník, jelikož po sezoně 2013/14 byla zrušena IV. třída okresu Ústí nad Orlicí a nově příchozí týmy bylo třeba rozřadit. Z tohoto důvodu byla tato sezóna rozdělena na dvě části – základní část a nadstavbu. V základní části byly týmy rozděleny do skupin sever a jih, v nadstavbě do skupin o postup a o umístění. 

## Základní část

### Skupina Sever
Zdroj:
| Poř. | Tým                           | Z  | V  | VP | PP | P | VG | OG | B  |
| ---- | ----------------------------- | -- | -- | -- | -- | - | -- | -- | -- |
| 1.   | FK Gufero Mistrovice          | 14 | 10 | 1  | 1  | 2 | 49 | 18 | 33 |
| 2.   | TJ Dolní Čermná               | 14 | 8  | 0  | 1  | 5 | 41 | 28 | 25 |
| 3.   | TJ Sokol Libchavy „B“         | 14 | 6  | 0  | 5  | 3 | 37 | 27 | 23 |
| 4.   | TJ Tatran Lichkov             | 14 | 7  | 1  | 0  | 6 | 26 | 27 | 23 |
| 5.   | TJ Sokol Klášterec nad Orlicí | 14 | 5  | 1  | 1  | 7 | 29 | 40 | 18 |
| 6.   | AFK Kunvald                   | 14 | 3  | 3  | 2  | 6 | 26 | 31 | 17 |
| 7.   | TJ Sokol Helvíkovice          | 14 | 3  | 3  | 0  | 8 | 22 | 34 | 15 |
| 8.   | FC Dlouhoňovice               | 14 | 3  | 2  | 1  | 8 | 22 | 47 | 14 |

Poznámky:
- Z = Odehrané zápasy; V = Vítězství; VP = Vítězství po penaltách; PP = Prohry po penaltách; P = Prohry; VG = Vstřelené góly; OG = Obdržené góly; B = Body

|  | Postup do skupiny o postup   |
|  | Postup do skupiny o umístění |

### Skupina Jih
Zdroj:
| Poř. | Tým                             | Z  | V | VP | PP | P  | VG | OG | B  |
| ---- | ------------------------------- | -- | - | -- | -- | -- | -- | -- | -- |
| 1.   | TJ Sokol Němčice                | 14 | 9 | 2  | 1  | 2  | 31 | 13 | 32 |
| 2.   | TJ Albrechtice u Lanškrouna (S) | 14 | 9 | 1  | 3  | 1  | 38 | 7  | 32 |
| 3.   | TJ Jiskra Ústí nad Orlicí „C“   | 14 | 7 | 3  | 0  | 4  | 35 | 22 | 27 |
| 4.   | FK Kerhartice                   | 14 | 6 | 2  | 2  | 4  | 21 | 16 | 24 |
| 5.   | TJ Luková                       | 14 | 6 | 0  | 1  | 7  | 19 | 28 | 19 |
| 6.   | TJ Sokol Dolní Třešňovec        | 14 | 3 | 3  | 1  | 7  | 19 | 31 | 16 |
| 7.   | FK Jehnědí 1980                 | 14 | 2 | 2  | 3  | 7  | 13 | 34 | 13 |
| 8.   | Fotbal Žichlínek „B“            | 14 | 1 | 0  | 2  | 11 | 18 | 43 | 14 |

Poznámky:
- Z = Odehrané zápasy; V = Vítězství; VP = Vítězství po penaltách; PP = Prohry po penaltách; P = Prohry; VG = Vstřelené góly; OG = Obdržené góly; B = Body; (S) = Mužstvo sestoupivší z vyšší soutěže

|  | Postup do skupiny o postup   |
|  | Postup do skupiny o umístění |

## Nadstavba

### Skupina o postup
Zdroj:
| Poř. | Tým                             | Z  | V | VP | PP | P | VG | OG | B  |
| ---- | ------------------------------- | -- | - | -- | -- | - | -- | -- | -- |
| 1.   | FK Kerhartice                   | 14 | 9 | 1  | 2  | 2 | 36 | 18 | 31 |
| 2.   | FK Gufero Mistrovice            | 14 | 6 | 2  | 0  | 6 | 34 | 29 | 22 |
| 3.   | TJ Sokol Libchavy „B“           | 14 | 6 | 2  | 0  | 6 | 24 | 35 | 22 |
| 4.   | TJ Jiskra Ústí nad Orlicí „C“   | 14 | 6 | 1  | 1  | 6 | 29 | 29 | 21 |
| 5.   | TJ Sokol Němčice                | 14 | 5 | 2  | 1  | 6 | 20 | 18 | 20 |
| 6.   | TJ Albrechtice u Lanškrouna (S) | 14 | 4 | 1  | 5  | 4 | 22 | 15 | 19 |
| 7.   | TJ Tatran Lichkov               | 14 | 6 | 0  | 0  | 8 | 18 | 33 | 18 |
| 8.   | TJ Dolní Čermná                 | 14 | 4 | 1  | 1  | 8 | 23 | 29 | 15 |

Poznámky:
- Z = Odehrané zápasy; V = Vítězství; VP = Vítězství po penaltách; PP = Prohry po penaltách; P = Prohry; VG = Vstřelené góly; OG = Obdržené góly; B = Body; (S) = Mužstvo sestoupivší z vyšší soutěže

|  | Postup do II. třídy okresu Ústí nad Orlicí 2015/2016 |

### Skupina o umístění
Zdroj:
| Poř. | Tým                           | Z  | V | VP | PP | P | VG | OG | B  |
| ---- | ----------------------------- | -- | - | -- | -- | - | -- | -- | -- |
| 1.   | AFK Kunvald                   | 14 | 9 | 1  | 1  | 3 | 41 | 21 | 30 |
| 2.   | TJ Luková                     | 14 | 9 | 1  | 0  | 4 | 32 | 24 | 28 |
| 3.   | FK Jehnědí 1980               | 14 | 6 | 2  | 1  | 5 | 23 | 23 | 23 |
| 4.   | TJ Sokol Klášterec nad Orlicí | 14 | 7 | 2  | 0  | 5 | 37 | 30 | 23 |
| 5.   | TJ Sokol Helvíkovice          | 14 | 5 | 4  | 0  | 5 | 25 | 35 | 19 |
| 6.   | TJ Sokol Dolní Třešňovec      | 14 | 5 | 3  | 1  | 5 | 27 | 30 | 22 |
| 7.   | FC Dlouhoňovice               | 14 | 3 | 1  | 1  | 9 | 25 | 40 | 12 |
| 8.   | Fotbal Žichlínek „B“          | 14 | 1 | 0  | 4  | 9 | 26 | 42 | 7  |

- Z = Odehrané zápasy; V = Vítězství; VP = Vítězství po penaltách; PP = Prohry po penaltách; P = Prohry; VG = Vstřelené góly; OG = Obdržené góly; B = Body